# Holtz (Luksemburg)
Holtz (lb. Holz, Houltz) – wieś (Uertschaft) w zachodnim Luksemburgu, w kantonie Redange, w gminie Rambrouch. Do 3 października 2015 miejscowość leżała w dystrykcie Diekirch, a do 26 lipca 1978 należała do gminy Perlé. Liczy 284 mieszkańców (31 grudnia 2022). 